# 강릉주머니
강릉주머니는 강릉에서 유래된 전통주머니로, 어부들이 고기를 잡으로 갈 때 부적을 간직하면서 배가 뒤집히지 않는다고 믿었기 때문에 부적을 넣어가지고 다니던 주머니라고 전해진다. 배의 닻은 배를 한 곳에 떠 있게 하거나 멈추게 하기 위하여 줄에 매어 물 밑마닥으로 가라앉히는 쇠로 만든 갈고리와 같은 형태이다. 강릉주머니는 이 닻의 갈고리와 비슷한 모양을 하고 있다. 고기를 잡는 동안 안전을 소망하는 어부들의 염원을 담은 주머니이다. 일명 관동주머니, 어부주머니, 선교장주머니, 도끼주머니 등으로 불린다.